# 莫里斯方法
莫里斯方法（Morris method）是應用統計學中用於全局敏感性分析的「一次改變一因子」統計方法，也就是每次計算時只將一個輸入參數賦予新值但其他參數保持不變。在輸入值的可能範圍內的不同點 {\displaystyle x(1\rightarrow r)}，進行 {\displaystyle r} 次局部變動，以進行全局敏感性分析。

## 詳述

### 基本效應分布
與第 {\displaystyle i} 個輸入因子相關的基本效應之有限分佈，是從 {\displaystyle \Omega } 隨機抽取不同的 {\displaystyle x}而得，以 {\displaystyle F_{i}} 表示. 

### 變異性
在莫里斯（Max D. Morris）的原始著作中，提出兩種敏感性衡量指標分别是{\displaystyle F_{i}} 的平均值 {\displaystyle \mu }與標準差 {\displaystyle \sigma }。 但這種方法的缺點是：如果分布 {\displaystyle F_{i}} 包含負值（這在模型為非單調時會發生），計算平均值時，某些效應可能會相互抵消。因此使用 {\displaystyle \mu } 作為衡量指標，在對因子的影響力進行排序時並不可靠。所以必須同時考慮 {\displaystyle \mu } 和 {\displaystyle \sigma } 的值，因為如某因子之基本效應有正負符號不同，計算平均時可能因正負抵消結果  {\displaystyle \mu } 值較低，但相較之下 {\displaystyle \sigma } 的值仍較大。由此可以避免低估該因子的影響力。 

### μ∗{\displaystyle \mu *}
如果分布{\displaystyle F_{i}}包含負值（這種情況出現在模型是非單調的時候），計算平均值時某些效應可能相互抵消。當目標是利用單一的敏感性測度對因素按重要性進行排序時，科學建議是使用{\displaystyle \mu *} ；這是利用絕對值而避免正負號效應。 
在修正的莫里斯方法中，{\displaystyle \mu *} 用於檢測對輸出具有重要整體影響的輸入因子，{\displaystyle \sigma } 用於檢測與其他因子有相互作用或其效果為非線性的因子。。 

## 步驟
首先在模型的所有輸入變數的可能值範圍內，選擇一組起始值，並計算相應的模型結果。接著改變一個變數的值（但其他輸入變數保持其起始值不變），運行模型計算結果，並計算與第一次（起始值）模型結果的變化。然後再改變另一個變數的值（前一個變數保持改變後的值，其他變數保持起始值不變），並計算與第二次運行相比的模型結果變化。如此循序進行直到所有輸入變數都被改變。將此過程重複 {\displaystyle r} 次（ {\displaystyle r} 通常為 5 到 15），每次使用不同的起始值組合，總共將有 {\displaystyle r(k+1)} 次運行，其中 k 是輸入變數的個數。與更繁瑣的敏感性分析相比，這樣的運算次數算是效率頗高。 
莫里斯所提出的方法，成為廣泛用於篩選高維度模型中的因素的敏感性分析方法。  莫里斯方法能有效處理包含數百個輸入因素的模型，且不用依賴對模型的嚴格假設（例如模型輸入輸出關係的可加性或單調性）。莫里斯方法簡單易懂、容易進行，且結果容易解釋。再者由於所需的模型評估次數與模型因素的數量成線性關係，莫里斯方法的經濟效益不錯。莫里斯方法可視為一種全局方法，因為最終結果是將輸入空間中不同點的局部測量值（基本效應）取平均而得到的。 